# Venustiano Carranza (dzielnica)
Venustiano Carranza (V. Carranza) - jedna z szesnastu dzielnic Dystryktu Federalnego (miasta Meksyk). Położona w północno-wschodniej części Dystryktu Federalnego.